# Котар, Ульяна Сергеевна
Ульяна Сергеевна Котар (род. 26 октября 2000, Нива Трудовая, Днепропетровская область) — украинская волейболистка, центральная блокирующая. Игрок национальной сборной Украины.

## Биография
Родилась 26 октября 2000 года в селе Нива Трудовая Апостоловского района Днепропетровской области.
Воспитанница криворожской спортивной школы.
В составе национальной сборной Украины выступала на турнире Евролиги 2023 года.

## Спортивная карьера

### Клубы
| Годы       | Команды                         |
| ---------- | ------------------------------- |
| 2018—2020  | «Полесье-ШВСМ-ЖГУ» (Житомир)    |
| 2020—2021  | «Регина-МЕГУ-ОШВСМ» (Ровно)     |
| 2021—2023  | Академия «Прометей» (Каменское) |
| 2022—2023  | СК «Прометей» (Каменское)       |
| 2023—2024  | «Динамо» (Бухарест)             |
| 2024—н. в. | «Марк-ан-Боррель»               |

### Спортивные достижения
- Золотая евролига
  - Первое место (1): 2023.
- Чемпионат Украины
  - Первое место (1): 2023.

### Статистика
В сборной:
| Год  | Турнир           | Игры | Сети | Очки | Ср.  | Место | Примечания |
| ---- | ---------------- | ---- | ---- | ---- | ---- | ----- | ---------- |
| 2023 | Золотая евролига | 2    | 7    | 6    | 0,86 | 1     |            |